# 푸스케
푸스케(일본어: プースケ, 1985년 3월 1일 ~ 2011년 12월 5일)는 유명한 잡종 수컷 개이다.

## 개요
도치기현 사쿠라시의 일반 가정에서 생활하는 개로, 2010년 12월 기네스 최장수 개 기록을 갱신했다. 2011년 12월 5일 오후 1시 30분경 가족들이 지켜 보는 가운데 조용히 숨을 거뒀다. 사인은 노쇠. 향년 만 26세로, 인간의 나이로 환산하면 125살이다. 푸스케는 세계 역대 9위가 되었다.